# Lena Claesson-Welsh
Lena Claesson-Welsh (tidigare Lena Claesson), född 15 oktober 1956 och uppväxt i Bösebo, Virserum och Karlstad, är en svensk professor i biokemi och vaskulärbiologi vid Institutionen för immunologi, genetik och patologi vid  Uppsala universitet. Hon utnämndes till professor vid Uppsala universitet 1997, valdes 2003 in i Kungliga vetenskapsakademin och sedan 2014 i Finska Vetenskaps-Societeten. Hon har deltagit i över 250 publikationer och är citerad över 40 000 gånger med ett h-index på 100.

## Karriär
Lena Claesson-Welsh läste läkarprogrammet, men hoppade av i samband med den åttonde terminen 1979, började forska och disputerade sedan 1984 vid Uppsala universitet med en avhandling om intracellulär transport av MHC och fortsatte karriären som postdoktorand på virologiska fakulteten vid Chicagouniversitetet.
Lena Claesson-Welshs forskning har huvudsakligen rört bildande och tillväxt av blodkärl i cancertumörer och samspelet mellan blodkärl och cancerceller i uppkomst av och tillväxt av cancertumörer. Fokus för forskningen har bland annat varit hormoner som VEGF och olika faktorer som reglerar kärlväggarnas genomsläpplighet för olika molekyler. Forskningsområdet har expanderat sedan amerikanska forskare under 1990-talet visat att det går att bota cancer hos möss genom att hämma blodkärlsutvecklingen. Forskningsgruppen utför även djurstudier för att studera effektiviteten av molekyler som skulle kunna utvecklas till cancerläkemedel i framtiden. Man studerar också nya möjliga behandlingar av diabetesretinopati och makuladegeneration (gula fläcken). Genom att studera signalvägen noggrant hoppas man kunna hitta läkemedel som har en mer precis verkan, för att undvika de bieffekter som uppstår vid dagens VEGF-behandling.

## Utmärkelser
1998 blev hon en av de första kvinnliga forskarna att vinna Göran Gustafssonpriset, som delas ut till unga lovande forskare efter nomineringar föreslagna av universitet och högskolor. Priset innebar en personlig prissumma på 100 000 och forskningsanslag värt 1 miljon.
Claesson-Welsh uppmärksammades 2009 och 2016 som en av flera Wallenberg scholars av Knut och Alice Wallenbergs stiftelse. Utnämningen innebär utöver prestige ett femårigt forskningsanslag. Hon tilldelades 2017 Cancerfondens utmärkelse "Årets cancerforskare" samt ett forskningsanslag på sex miljoner kronor fördelat över tre år.

## Familj
Lena Claesson-Welsh är gift med Michael Welsh som hon träffade på läkarprogrammet i Uppsala, även han är professor vid Uppsala universitet och tillsammans har de två barn.

### Fotnoter
1. ↑  läs online, www.merinfo.se .[källa från Wikidata]
2. ↑  ORCID Public Data File 2023, 27 september 2023, 10.23640/07243.24204912.V1, läs onlineläs online, läst: 10 november 2023.[källa från Wikidata]
3. ↑  ORCID Public Data File 2023, 27 september 2023, 10.23640/07243.24204912.V1, läs onlineläs online, läst: 10 november 2023.[källa från Wikidata]
4. ↑  ORCID Public Data File 2023, 27 september 2023, 10.23640/07243.24204912.V1, läs onlineläs online, läst: 10 november 2023.[källa från Wikidata]
5. ↑  ORCID Public Data File 2023, 27 september 2023, 10.23640/07243.24204912.V1, läs onlineläs online, läst: 10 november 2023.[källa från Wikidata]
6. ↑  ORCID Public Data File 2023, 27 september 2023, 10.23640/07243.24204912.V1, läs onlineläs online, läst: 10 november 2023.[källa från Wikidata]
7. ↑  ORCID Public Data File 2023, 27 september 2023, 10.23640/07243.24204912.V1, läs onlineläs online, läst: 10 november 2023.[källa från Wikidata]
8. ↑  läs online, www.kva.se .[källa från Wikidata]
9. ↑  läs online, www.cancerfonden.se .[källa från Wikidata]
10. 1 2 3  Bill, Anna (22 januari 2017). ”Cancerforskare med flyt – Upsala Nya Tidning”. unt.se. Arkiverad från originalet den 28 juni 2018. https://web.archive.org/web/20180628195233/http://www.unt.se/leva/cancerforskare-med-flyt-4510756.aspx. Läst 29 december 2020.
11. 1 2 3  ”Prof Lena Claesson-Welsh” (på engelska). European Vascular Biology Organisation. 17 juni 2019. Arkiverad från originalet den 23 januari 2021. https://web.archive.org/web/20210123132035/https://evbo.org/prof-lena-claesson-welsh/. Läst 29 december 2020.
12. ↑  ”Utländska ledamöter – Ulkomaiset jäsenet – Foreign members”. Finska Vetenskaps-Societeten. Arkiverad från originalet den 2 april 2015. https://web.archive.org/web/20150402174245/http://www.scientiarum.fi/pdf/LEDAMOTSLISTOR/ufvswebb_alfabetisk_2015-01-27.pdf. Läst 2 mars 2015.
13. ↑  ”Lena Claesson-Welsh”. scholar.google.com. https://scholar.google.com/citations?user=U05ORREAAAAJ&hl=sv&oi=ao. Läst 29 december 2020.
14. ↑  Claesson, Lena (1984) (på engelska). Association of class II histocompatibility antigens with an invariant molecule, implications for intracellular transport. Abstracts of Uppsala dissertations from the Faculty of Medicine, 0345-004X ; 481. Uppsala: Univ. Libris 7424248. ISBN 91-554-1514-8
15. ↑  Henriksson, Kerstin. ”Lena Claesson-Welsh - Immunologi, genetik och patologi, IGP - Uppsala universitet”. www.igp.uu.se. https://www.igp.uu.se/forskning/vaskularbiologi/lena-claesson-welsh/. Läst 29 december 2020.
16. ↑  ”Lena Claesson-Welsh ger sig inte förrän alla frågor är besvarade - Onkologi i Sverige”. 13 september 2017. https://www.onkologiisverige.se/lena-claesson-welsh/. Läst 29 december 2020.
17. ↑  ”Lovande försök i kampen mot cancer - Nyheter (Ekot)”. sverigesradio.se. Sveriges Radio. https://sverigesradio.se/artikel/4280878. Läst 29 december 2020.
18. ↑  ”Konsten att stoppa läckande blodkärl vid ögonsjukdomar”. forskning.se. 28 april 2020. https://www.forskning.se/2020/04/28/konsten-att-stoppa-lackande-blodkarl-vid-ogonsjukdomar/. Läst 29 december 2020.
19. ↑  ”Nya rön om blodkärl kan bromsa spridningen av cancer”. Knut och Alice Wallenbergs Stiftelse. Arkiverad från originalet den 25 januari 2021. https://web.archive.org/web/20210125074300/https://kaw.wallenberg.org/forskning/nya-ron-om-blodkarl-kan-bromsa-spridningen-av-cancer. Läst 29 december 2020.
20. ↑  ”Göran Gustafssonpriset 1998”. Arkiverad från originalet den 8 januari 2021. https://web.archive.org/web/20210108213757/https://www.kva.se/sv/pressrum/pressmeddelanden/goran-gustafssonpristagare-1998-tre-kvinnor-bland-landets-framsta-forskare. Läst 29 december 2020.
21. ↑  ”Lena Claesson-Welsh – Årets cancerforskare 2017”. https://www.cancerfonden.se/nyheter/lena-claesson-welsh-arets-cancerforskare-2017. Läst 8 april 2017.
22. ↑  ”Forskarprofilen Lena Claesson-Welsh - Uppsala universitet”. Arkiverad från originalet den 24 juni 2021. https://web.archive.org/web/20210624203124/https://www.uppsalauniversitet.se/nyheter/artikel/?id=13478&typ=artikel. Läst 22 juni 2021.